# Spoorlijn La Brohinière - Dinan
De spoorlijn La Brohinière - Dinan was een Franse spoorlijn van Montauban-de-Bretagne naar Dinan. De lijn was 37,4 km lang en heeft als lijnnummer 443 000.

## Geschiedenis
De lijn werd geopend door de Compagnie des chemins de fer de l'Ouest op 26 juli 1896. Personenvervoer werd opgeheven op 6 februari 1939. Goederenvervoer werd in gedeeltes opgeheven, tussen Le Quiou-Évran en Trévron op 18 mei 1952, tussen Trévron en Le Hinglé op 12 juli 1964, tussen Le Hinglé en Dinan op 1 februari 1971 en tussen La Brohinière en Le Quiou-Évran op 1 mei 1985.
Met uitzondering van een gedeelte bij Médréac dat in gebruik is voor railfietsen is de volledige lijn opgebroken.

## Aansluitingen
In de volgende plaatsen is of was er een aansluiting op de volgende spoorlijnen:
La Brohinière
RFN 420 000, spoorlijn tussen Paris-Montparnasse en Brest
Dinan
RFN 415 000, spoorlijn tussen Lison en Lamballe
RFN 444 000, spoorlijn tussen Dinan en Dinard-Saint-Énogat

## Galerij

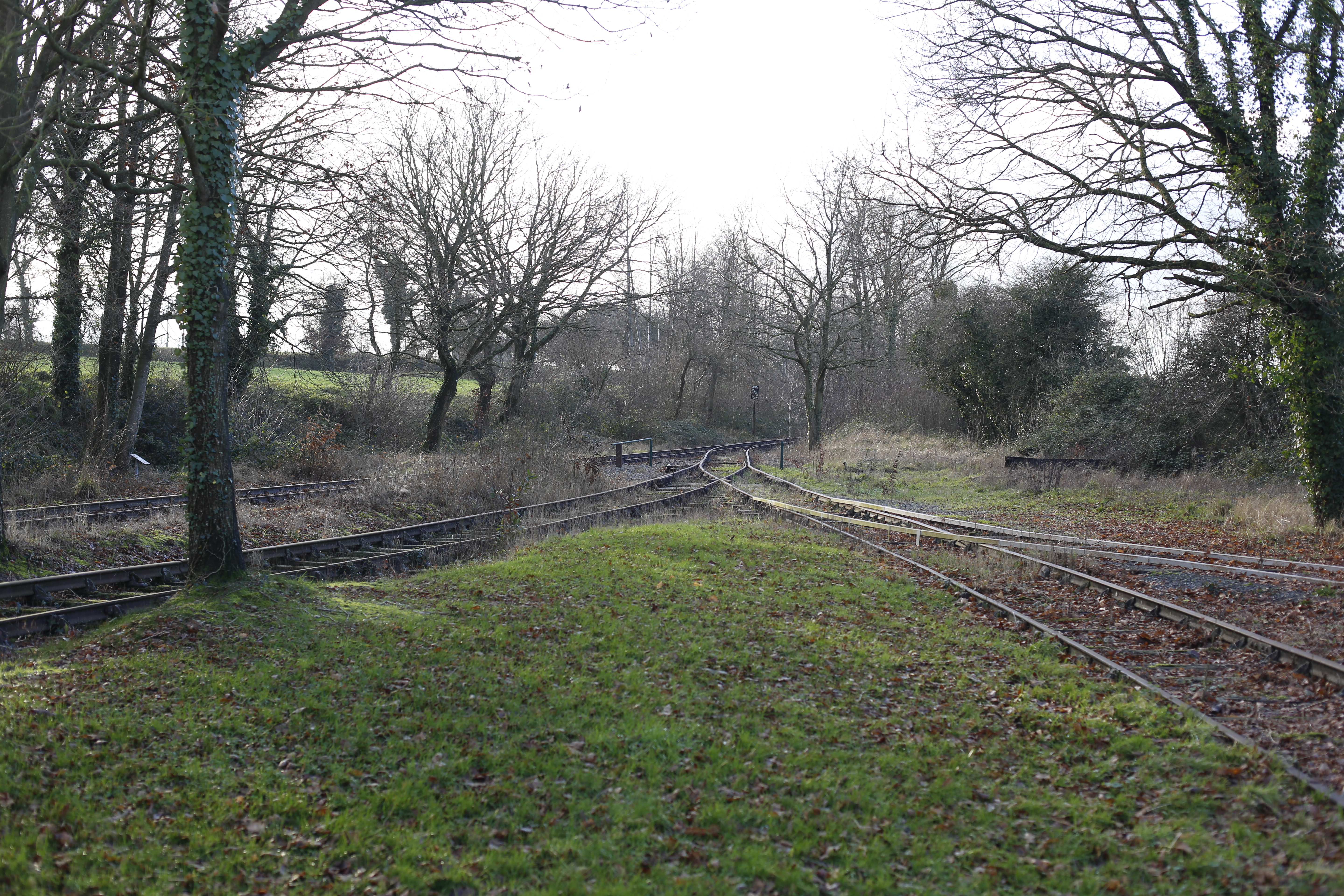
De lijn bij station Médréac
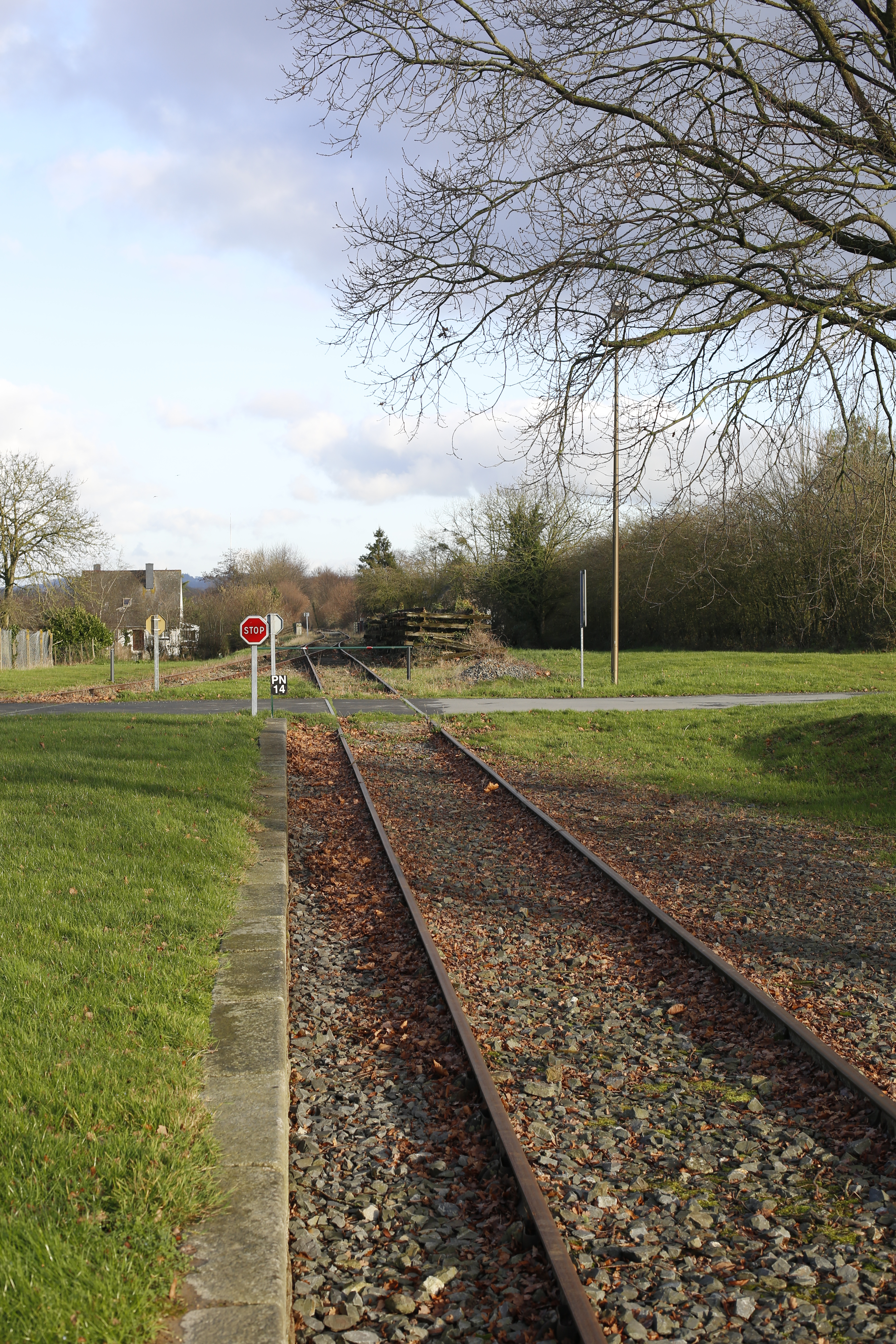
De lijn bij station Médréac